# Conus olssoni
Espèce
Conus olssoni est une espèce fossile de mollusques gastéropodes marins de la famille des Conidae.

## Description
La taille de la coquille varie entre 22 mm et 46 mm.

## Distribution
Cette espèce éteinte est connue à l'état fossile dans le Néogène de la République dominicaine.

## Taxonomie

### Publication originale
L'espèce Conus olssoni a été décrite pour la première fois en 1917 par la malacologiste américaine Carlotta Joaquina Maury (1874-1938),.